# Festa del Santissimo Crocifisso (Castroreale)
La festa del Cristo Lungo  nella ricorrenza del 23 - 24 - 25 agosto è un evento religioso popolare tipico finalizzato a rievocare e commemorare, quale forma di ringraziamento, l'estinzione dei focolai dell'epidemia di colera del 1854.

## Premessa

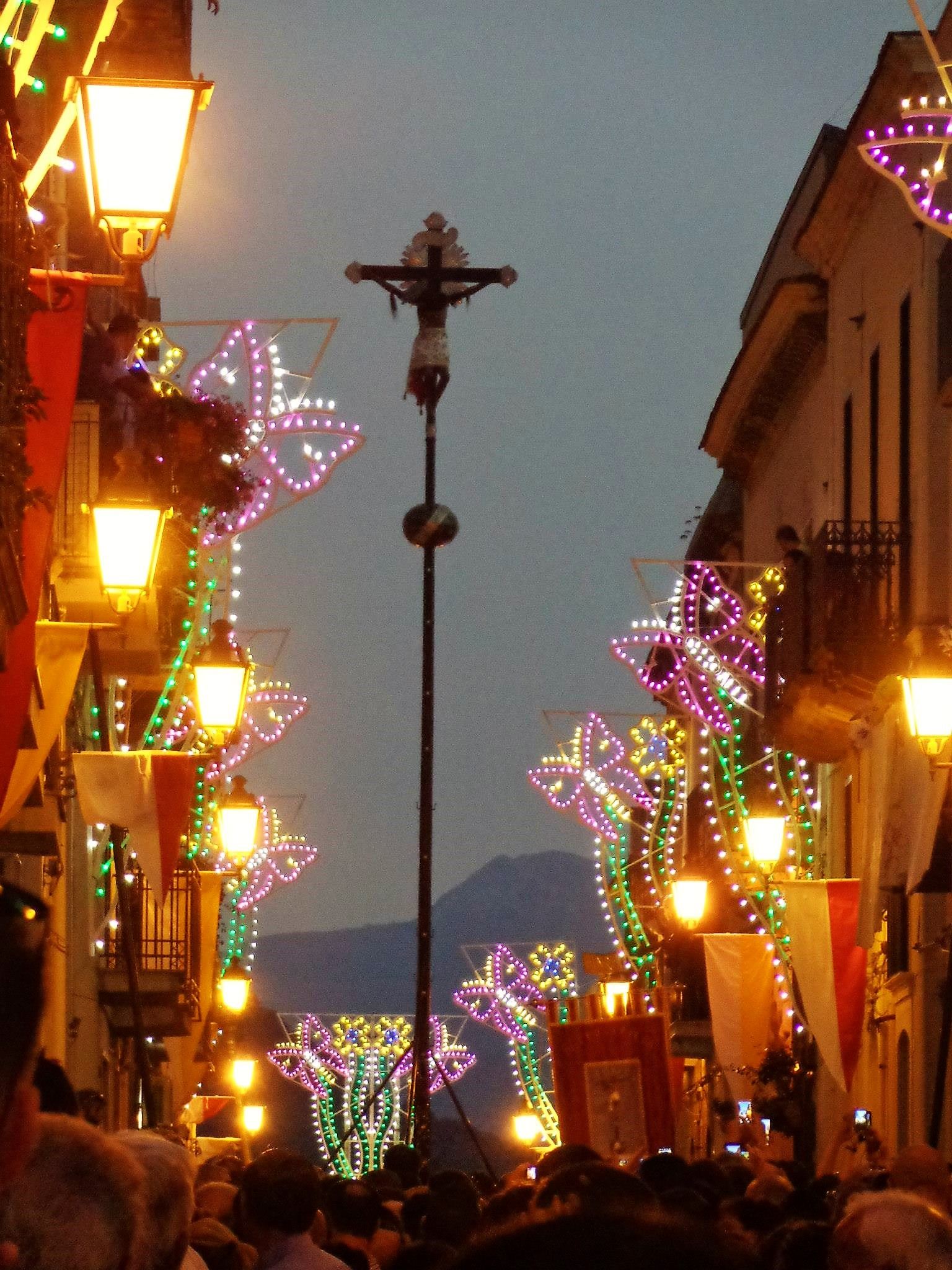
Il percorso di corso Umberto I.

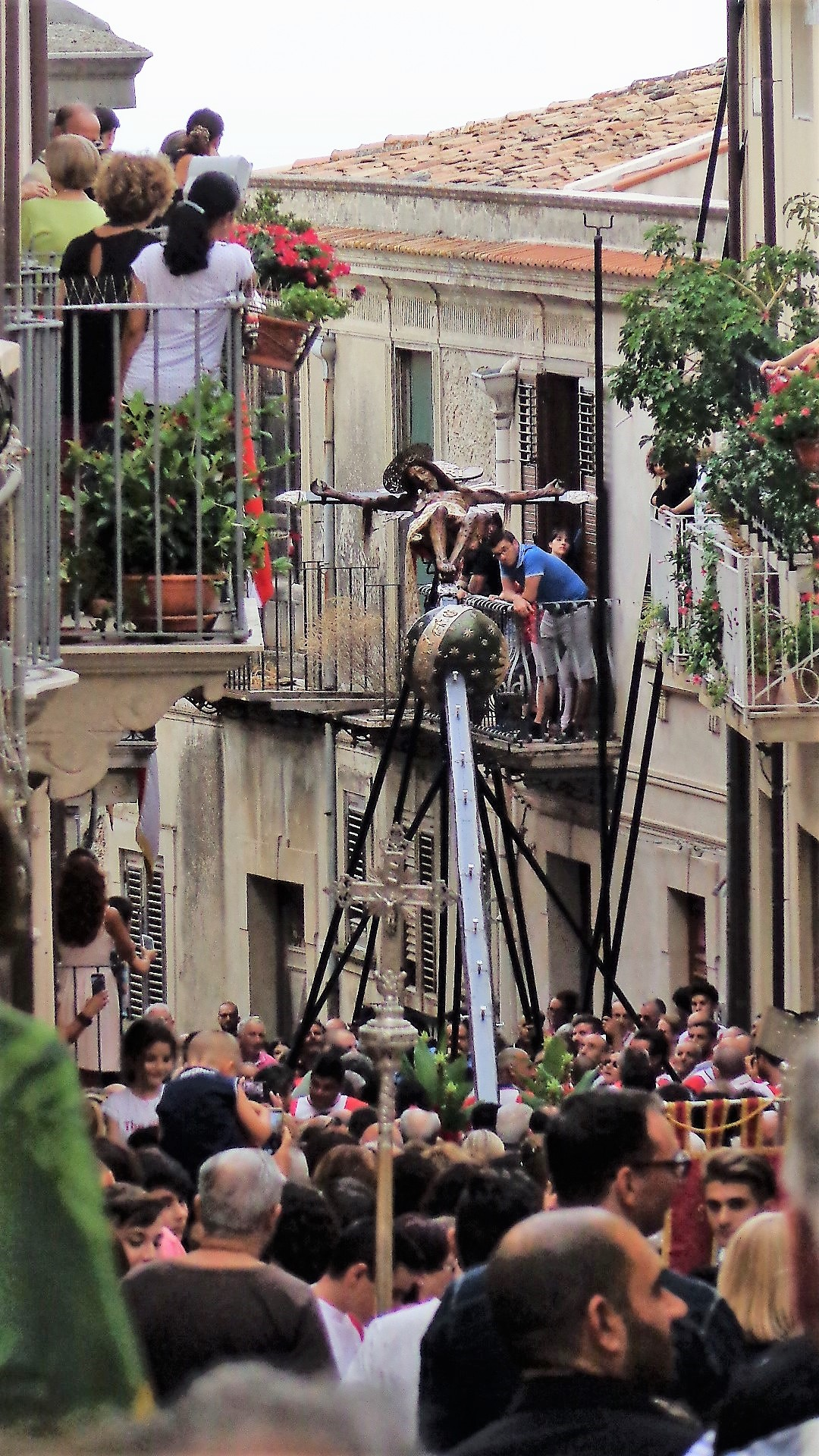
Inalberamento.

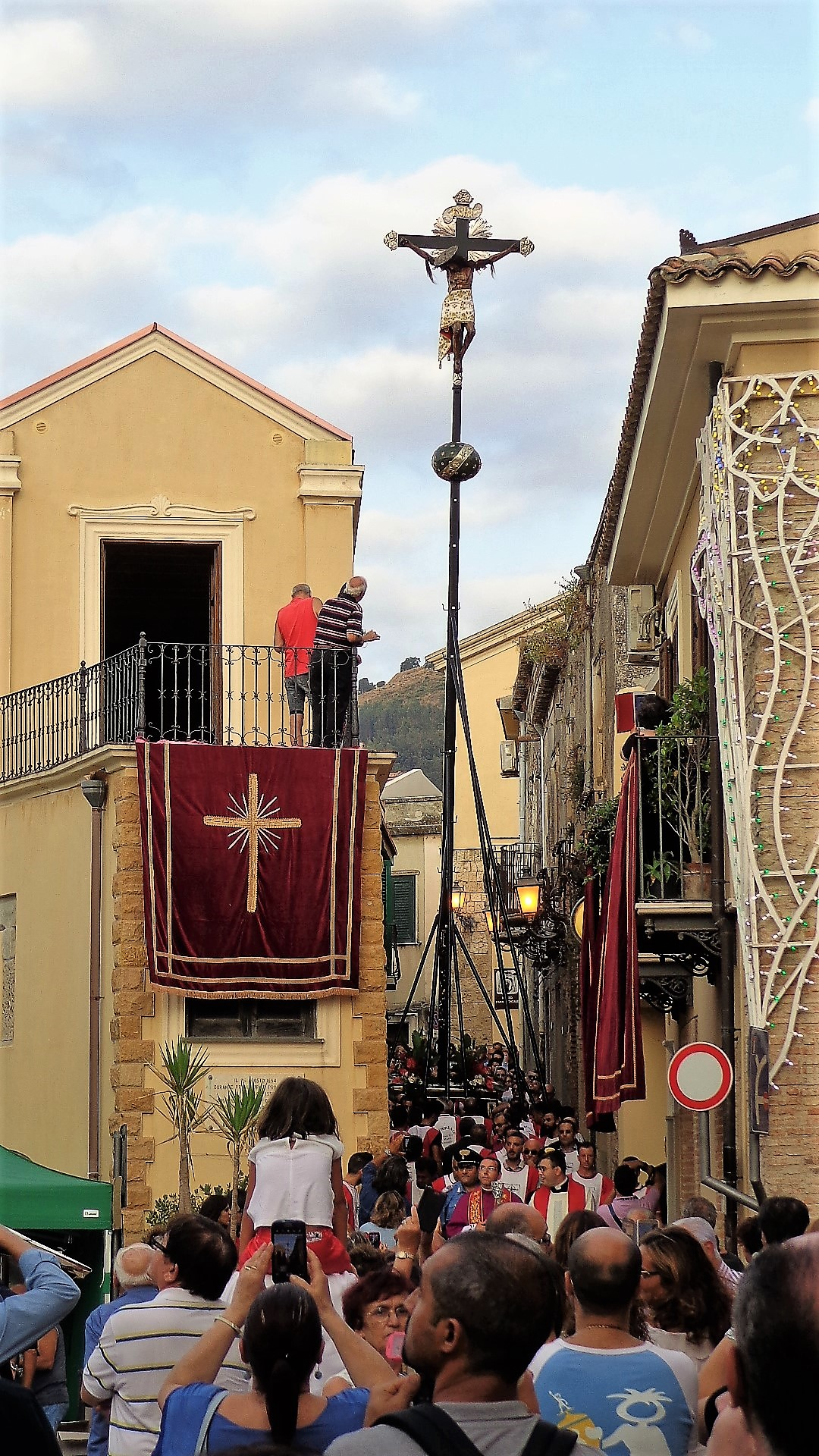
Arrivo in piazza duomo.

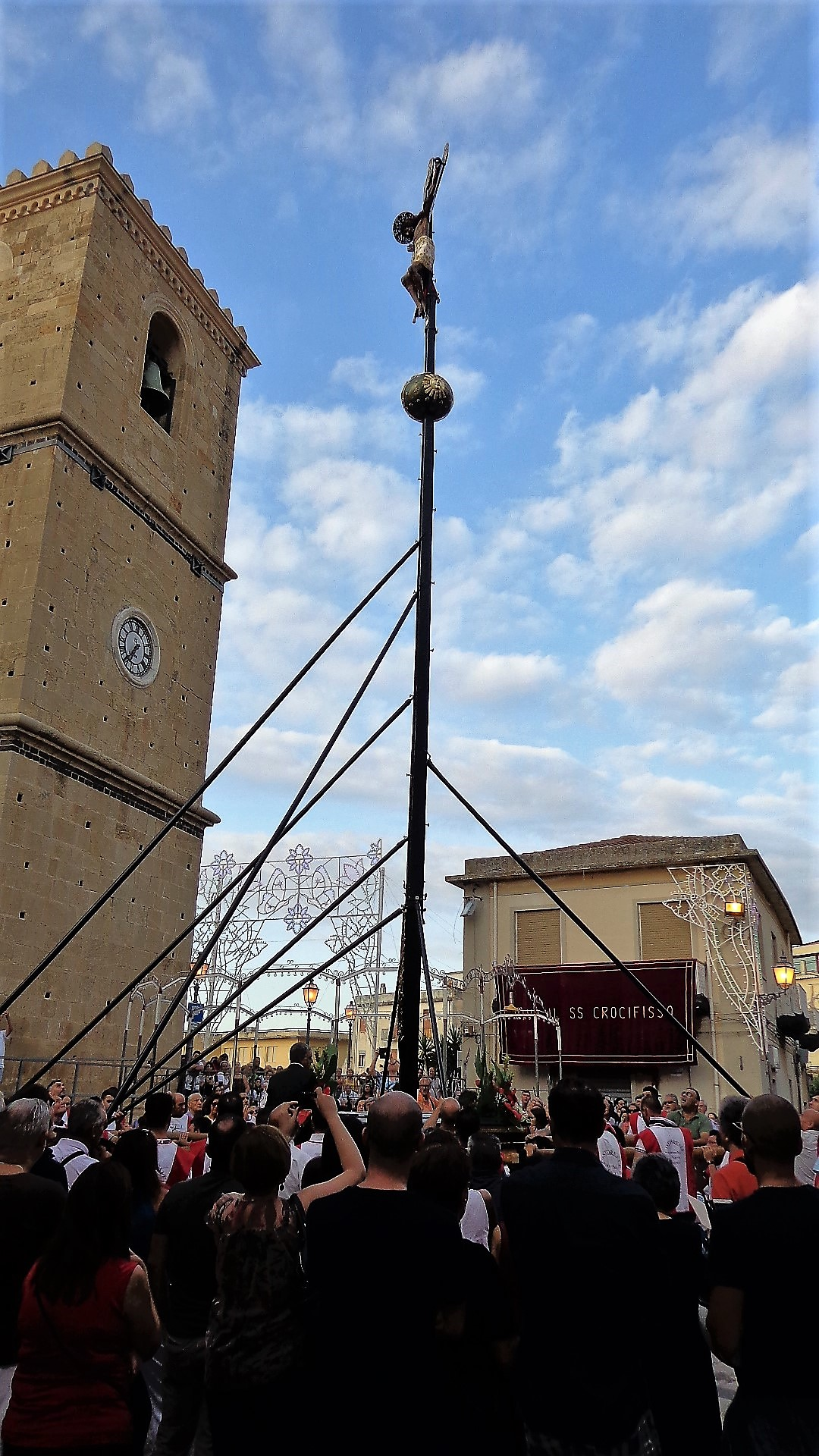
La Calata.

L'evento altrimenti denominato "Cristo lungo" o "Cristu longu" o "Û Signuri longu" o comunemente "festa del Santissimo Crocifisso", con le sue molteplici espressioni di preghiera, meditazione, contemplazione, venerazione e adorazione, celebra il mistero legato al soggetto di una delle manifestazioni più sentite del comprensorio. 
Oggetto: simulacro del Santissimo Crocifisso, opera altamente espressiva di cartapesta a grandezza naturale d'ignoto plasticatore del XVII secolo. Il Crocifisso è normalmente custodito nella nicchia dell'altare maggiore della chiesa di Sant'Agata ed è deposto dal sito abituale per le processioni varie volte l'anno, precisamente nelle seguenti ricorrenze: i riti della Settimana Santa, per la festa del Santissimo Crocifisso il 23, 24, 25 agosto.

## Storia

### Epoca pre - unitaria
L'istituzione della festa risale al 25 agosto 1854, riproposizione dell'identico rito svolto durante la Settimana Santa nelle giornate di Mercoledì e Venerdì Santo. 1854, anno in cui, una terribile epidemia di colera infierisce nella città di Messina, falcia nello spazio di appena due mesi, circa trentamila persone. Castroreale è lontana da porti e il continuo spopolamento, la porta a essere tagliata fuori dalle principali direttrici di traffico, quindi immune dai contagi e ben si presta ad accogliere chi cerca di sfuggire alla propagazione delle infezioni, specie chi ha lasciato temporaneamente il centro per andar a vivere e lavorare in città. Il 25 agosto di quell'anno ricorreva il 241º anniversario del distruttivo terremoto di Naso del 25 agosto 1613. 
Una coppia di castrensi emigrati a Messina rientra temporaneamente nelle proprietà a Castroreale, la moglie versa in condizioni di salute critiche. In simili frangenti le autorità ecclesiali organizzano una solenne processione di propiziazione e riconciliazione con Dio affinché allontani e debelli la funesta minaccia. Per consentire la visione agli ammalati, attraverso le finestre delle case ove erano rinchiusi nel rispetto degli obblighi di quarantena, l'immagine veneratissima del Santissimo Crocifisso, fu issata montandola su un lungo sostegno. L'accorgimento permetteva la perfetta visibilità dell'icona itinerante dai rioni più distanti, dai casolari sparsi nelle campagne collinari del borgo, assicurando l'osservanza delle prescrizioni sanitarie.
Durante il passaggio cittadino della Sacra Immagine avviene un duplice evento: il prodigioso ristabilimento dell'inferma e l'affievolimento con conseguente cessazione dei focolai infettivi nel territorio. Il miracolo riempie di gioia la cittadina, e da quel momento non sarà segnalato alcun altro caso di colera. Da allora la giornata del 25 agosto è consacrata alla festa del Santissimo Crocifisso, la cui solennizzazione ha sostituito nella devozione popolare le feste patronali di San Silvestro (31 dicembre) e dell'Assunzione (15 agosto). Questo è quanto riportato dalle cronache religiose cittadine ma, l'evento è degno di essere inquadrato in un contesto storico ben più ampio che trova, si fondate attribuzioni nella fede sulla cessazione degli effetti ma, tralascia e trascura spesse volte le origini e la conoscenza delle cause che hanno determinato siffatti contesti. 
Numerose volte nell'arco dei secoli l'intero comprensorio è colpito da devastanti epidemie di peste  e di colera , non a caso lo stesso casale della primitiva giurisdizione, oggi l'odierna Barcellona Pozzo di Gotto, vanta San Sebastiano come santo patrono, martire invocato per la prevenzione delle epidemie. Diffusissime la devozione e la venerazione di Sant'Antonio Abate, San Rocco e in epoca spagnola (1624) la capillare divulgazione del culto verso Santa Rosalia, figure rispettivamente invocate per debellare le infezioni della pelle, combattere la diffusione delle malattie contagiose e favorire la guarigione, infine per la nobile Sinibaldi, d'intercedere col fine di affievolire, attenuare, bloccare le epidemie.
Guerre, spostamenti e movimenti migratori, causano grandi stragi, le pessime condizioni igieniche, la scarsa profilassi, le inesistenti cure costituiscono facile mezzo per la veicolazione delle forme infettive che si manifestano in tutta la loro virulenza specie nelle città di mare per la presenza di porti e relativi traffici marittimi con le zone più esposte al rischio. In piena Italia risorgimentale la mossa strategica di sedere al Congresso di Vienna impone l'invio di contingenti dalle regioni del costituendo Regno d'Italia ma, è anche vero che le esplorazioni, le campagne archeologiche, i traffici con le colonie dell'Estremo Oriente e i possedimenti d'oltremare hanno dato un contributo determinante alla diffusione delle malattie infettive. In particolare nel 1854 un collegamento di navi inglesi salpate dall'India introduce il colera in Inghilterra e in tutti i porti toccati durante il viaggio di rientro. Da Londra il contagio dilaga a Parigi e a Marsiglia. La leggerezza delle autorità sanitarie locali permette lo sbarco anche di navi che avevano a bordo uomini infetti. L'epidemia arriva al sud della Francia e presto in Italia. Fognature inadeguate per l'epoca e conseguente inquinamento idrico contribuiscono alla diffusione del contagio che assume dimensioni continentali.

### Epoca contemporanea
In occasione di ogni festività, una volta rimosso dal suo sito abituale, il Crocifisso è montato all'estremità di una lunga e robusta asse (12 mt.) di sezione quadrangolare dotata di chiodi a testa larga predisposti a intervalli regolari su tutte le superfici del solido sostegno. Durante le fasi preparatorie, nell'unica navata del tempio, la sacra icona è mostrata al pubblico e alla devozione dei fedeli, adagiata su cavalletti e sgabelli adeguatamente imbottiti. Liturgie e riti precedono l'uscita che prevede la conduzione a spalla del simulacro. Alcune delicate manovre caratterizzano il ripido e contorto percorso iniziale, i primi metri impongono un commovente e intricato trasporto lievemente reclinato. Quando l'itinerario, la pendenza e la larghezza della via Guglielmo Siracusa lo consentono, la lunga trave è incernierata su un fercolo e fissata saldamente per il tramite di un robusto canapo. Il fercolo o vara, condotto a spalla per mezzo di assi, è normalmente custodito in un magazzino di rimessaggio adiacente alla chiesa di Santa Marina. 
Mediante un lungo e sistematico gioco e azioni combinate di pertiche di varia lunghezza, munite di forcine alle estremità, il lungo sostegno è via via issato e inalberato. Dopo un breve ma, toccante tratto processionale, durante il quale è accompagnato dai maestri di forcina per mantenerlo perfettamente a piombo, mentre sovrasta i tetti dell'intera Castroreale fra ali di folla commossa e turisti pervenuti per l'evento, il fercolo raggiunge la piazza del duomo di Santa Maria Assunta. Per l'esposizione alla venerazione dei fedeli all'interno del tempio, il Crocifisso richiede di essere abbassato seguendo il procedimento inverso, per essere nuovamente inalberato durante la sua permanenza all'interno della navata centrale, dove rimane esposto fino al pomeriggio del 25, quando con altrettanta solennità, è riportato in processione nella chiesa di Sant'Agata.
Nel percorso inverso il corteo processionale raggiunge la terrazza belvedere dinanzi alla chiesa della Candelora, attraversa il primitivo quartiere della Giudecca affrontando la scalinata che conduce alla chiesa del Santissimo Salvatore, raggiunge piazza Pertini e Palazzo Peculio, svolta e transita dinanzi alla chiesa di Santa Maria degli Angeli, per riprendere via Guglielmo Siracusa, effettuata in senso contrario.

## Altre feste religiose

### Festa della Candelora
- 2 febbraio, Festa della Candelora.[1] In occasione della ricorrenza è riproposta l'antica «Fiera della Candelora», durante la quale è tipica la vendita di attrezzi agricoli, manufatti in ottone e ferro battuto, oggetti vari.

### Riti pasquali
- ?,[2] Settimana Santa. Processione del Cristo Lungo il Mercoledì e il Venerdì Santo, risalenti al XVI secolo, entrambi effettuate con le stesse modalità della manifestazione estiva. Il Venerdì Santo il simulacro del Santissimo Crocifisso è accompagnato dalle vare raffiguranti alcune stazioni della Via Crucis. 
  - Ecce Homo, varetta in legno policromo del '600.
  - Gesù nell'Orto degli ulivi, varetta in legno policromo del '600;
  - Addolorata, statua, opera di Michele Gangeri del 1860;
  - Gesù morto, scultura lignea del '600.

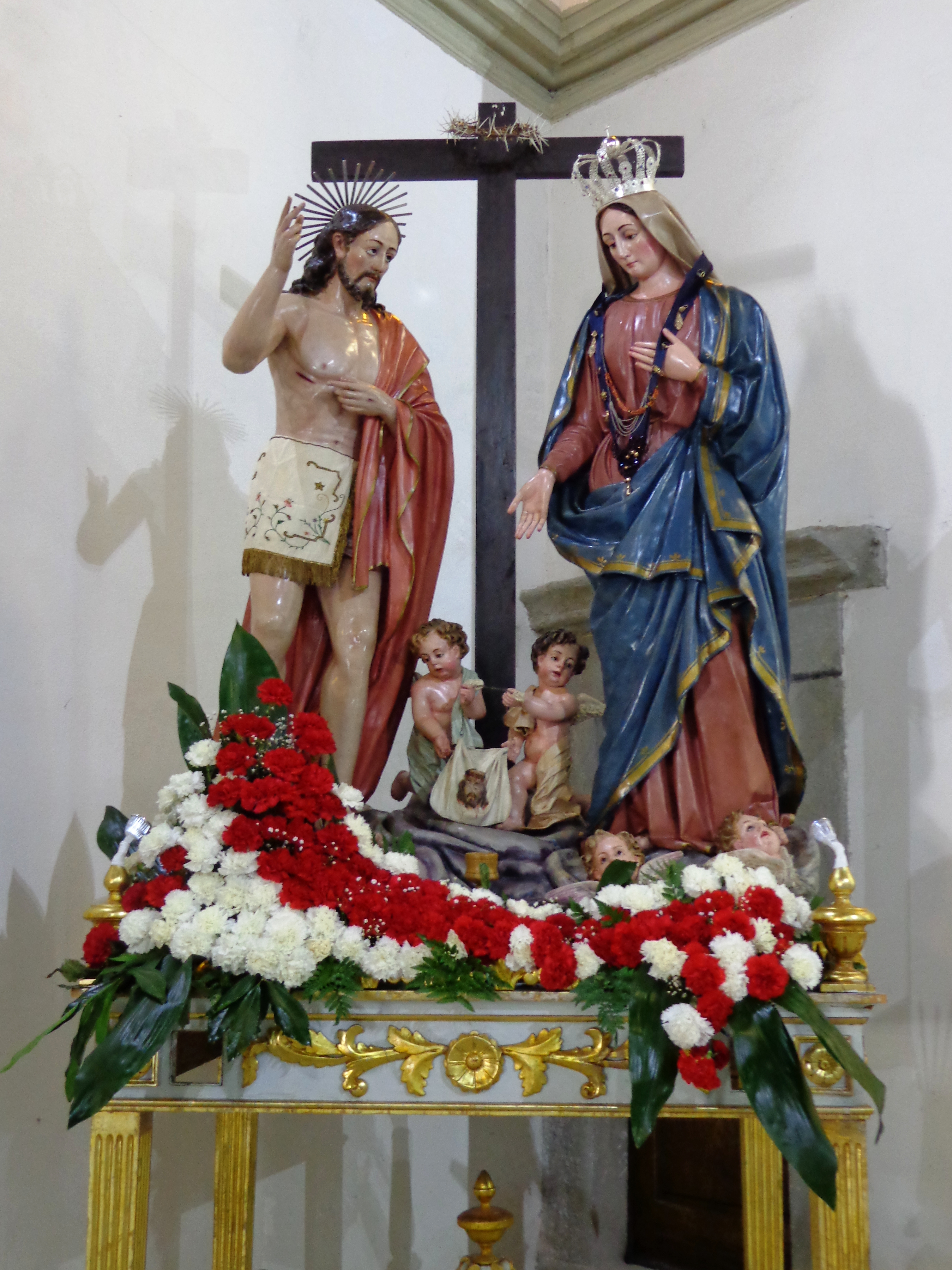
Vara "Gesù e Maria".

Esiste anche una "varetta" raffigurante Maria ai piedi della Croce, manufatto realizzato in legno e cartapesta, in attesa di restauro. Attualmente l'opera è custodita nelle cripte della chiesa di Santa Marina, locali di tempio adibiti di recente a piccolo museo degli arredi sacri.

### Festa di Gesù e Maria
- ?,[2] Festa di Gesù e Maria. Processione con la Confraternita di Gesù e Maria effettuata la prima domenica dopo Pasqua.

### Festa del Corpus Domini
- ?,[2] maggio - giugno, Corpus Domini. Solennità liturgica con corteo processionale e infiorata.

### Festa del Carmine
- ?,[2] Festa della Madonna del Carmine. La processione è effettuata la domenica successiva alla festa liturgica.

### Festa dell'Assunta

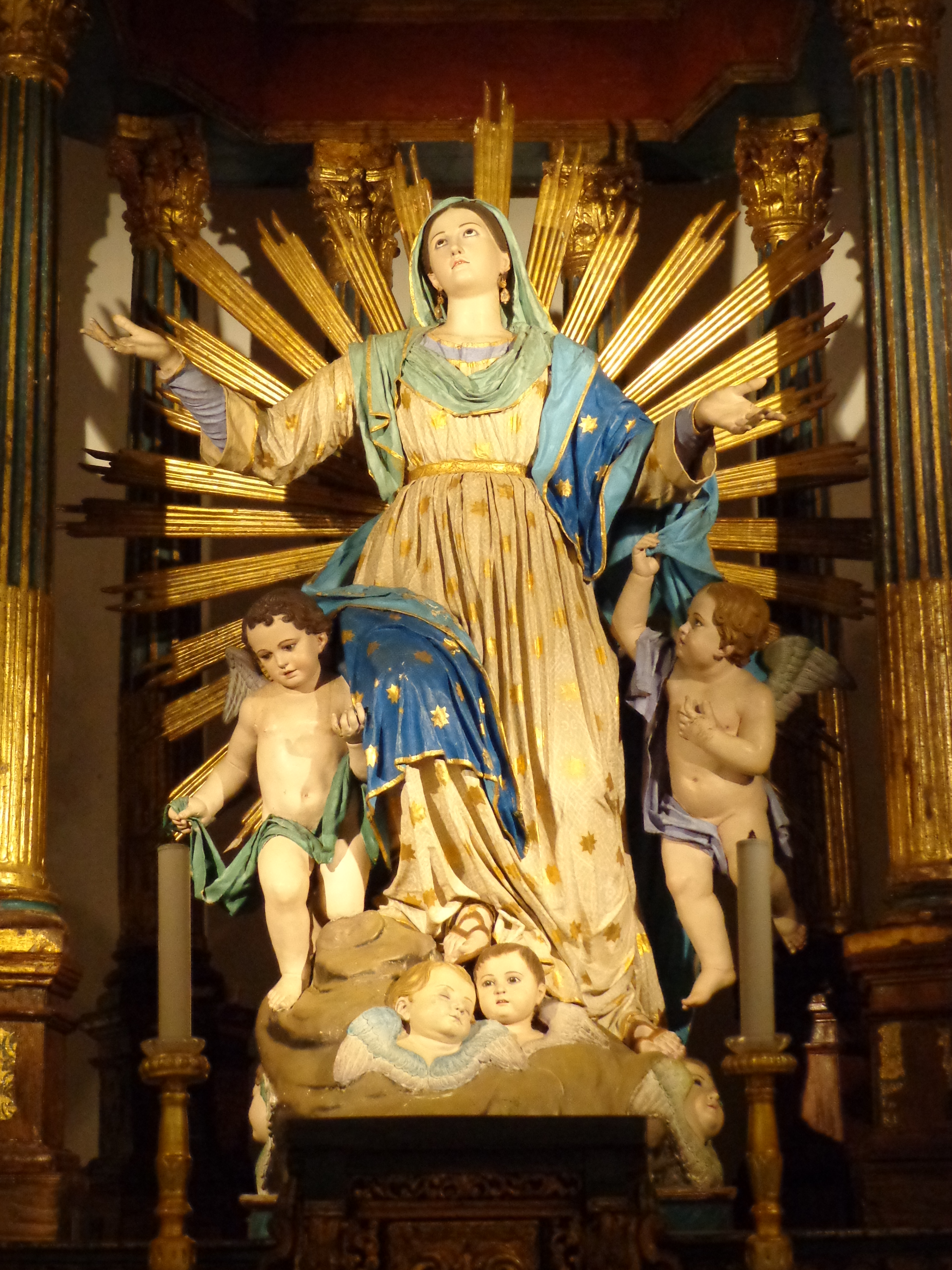
Vara "Santa Maria Assunta".

- 15 agosto, Festa dell'Assunta. Processione della vara della Madonna Assunta patrona dell'Arcipretura. Il simulacro della Vergine è del 1848, opera realizzata da Matteo Mancuso.

### Riti natalizi
- ?,[2] Dicembre – gennaio. Presepe vivente. Pasturato: Rievocazione della visita dei pastori alla grotta.

### Festa di San Silvestro
- 31 dicembre, Festa di San Silvestro. Processione del Santo Patrono di Castroreale. La tradizione popolare narra che nella notte del 31 dicembre 1538, i soldati ammutinati di Carlo V di Spagna cercarono di occupare Castroreale. Gli abitanti riuscirono a vincere grazie all'aiuto e alla loro devozione verso San Silvestro, che provocò una pioggia così abbondante tale da sdradicare le erbe e i cespugli. Oggi il simulacro del Santo è condotto in processione per le vie cittadine la mattina del 31 dicembre in segno di ringraziamento.